# Phase-Change-Technik
Mit der Phasenwechsel- oder  Phase-Change-Technik (in Anlehnung an den englischsprachigen Begriff) ist es möglich, wiederbeschreibbare optische Datenträger auf Basis von Phasenwechselmaterialien herzustellen. Sie wird beispielsweise bei wiederbeschreibbaren CDs, DVDs oder Blu-ray-Discs eingesetzt. Auch in der Halbleiterindustrie ergänzt diese Technik in Form von Phase-change Random Access Memory die bekannten Flash-Speicherchips.

## Geschichte
Im Laufe der Zeit kam die Phase-Change-Technik in unterschiedlichen Speicherlösungen zum Einsatz. Im Folgenden werden diese in historischer Reihenfolge nach dem Herstellungsjahr (und nicht Spezifikationsjahr) aufgelistet:
| 1995: | PD (Phasewriter Dual) von Panasonic, speichert 650 MB (Megabyte).                                                                                 |
| 1996: | CD-RW (Compact Disc ReWriteable) von Philips, Sony, Hewlett-Packard, Mitsubishi Chemical und Ricoh, anfänglich 650 MB, später 700 MB speicherbar. |
| 1998: | DVD-RAM (DVD – Random Access Memory) vom Herstellerkonsortium DVD Forum, anfänglich 2,6 GB (Gigabyte), heute bis 9,4 GB speicherbar.              |
| 1999: | DVD±RW (DVD – ReWriteable) vom Herstellerkonsortium DVD+RW Alliance, anfänglich 4,6 GB, heute bis zu 9,4 GB speicherbar.                          |
| 2004: | UDO (Ultra Density Optical) von Plasmon, speicherbar 28 GB.                                                                                       |
| 2004: | PDD (Professional Disc for Data) von Sony, speicherbar 20,5 GB.                                                                                   |
| 2006: | BD-RE (Blu-ray Disc ReWriteable) von Sony, anfänglich 25 GB, heute bis zu 100 GB (triple-layer, wiederbeschreibbar: „RE“) speicherbar.            |

Der Übergang von einer Generation der Phase-Change-Technik zur nächsten gestaltete sich bisher immer investitionssicher, weil die jeweils neuere Generation eine gewisse Abwärtskompatibilität mit der älteren Generationen aufwies. Drei Beispiele:
- Die erste Generation der DVD-RAM-Laufwerke konnten auch noch PD-Medien lesen.
- Handelsübliche DVD-Geräte können auch CD-RWs lesen und schreiben.
- BD-Geräte können alle DVD-RAM, DVD-RW und CD-RW lesen und schreiben.

## Technik
Die Phase-Change-Technik erfordert keine besonderen Abspielgeräte. Zum Beispiel kann ein typisches CD-ROM- bzw. DVD-ROM-Laufwerk mit nur minimalen technischen Veränderungen auch Medien auf der Basis der Phase-Change-Technik (wie CD-RW bzw. DVD-RW und DVD-RAM) lesen, weil die Kodierung der von reinen ROM-Medien sehr ähnlich ist. Während bei gepressten CD-ROMs und DVD-ROMs die Daten durch Vertiefungen (Pits) bzw. nicht vertieften Bereichen (Lands) in der Kunststoffschicht gespeichert werden, sind es bei Medien der Phase-Change-Technik aufeinanderfolgende reflektierende und nicht reflektierende Stellen.
Beim Schreiben verursacht ein relativ energiereicher Laserstrahl amorphe Zonen an bestimmten Stellen der Oberfläche, die das Licht des lesenden Lasers schlechter reflektieren. Zum Löschen wird ein etwas energieärmerer Laser eingesetzt, unter dessen Einfluss das Oberflächenmaterial wieder kristallin wird und besser reflektiert. In aller Regel werden dazu Germanium-Antimon-Tellur- oder Silber-Indium-Antimon-Tellur-Legierungen verwendet.
Der TÜV Rheinland hat 2009 die Produkte von Panasonic mit einem Archivierungszertifikat über 50 Jahre versehen.